# Каменка (приток Прута)
Каменка (рум. Camenca) — река на северо-западе Молдавии, левый приток Прута. Длина реки — 93 км. Площадь водосборного бассейна — 1230 км², его размеры — 60 на 20 км. Годовой объём стока — 83,34 млн м³.
В бассейне реки имеется 186 водотоков общей длиной 717 км. Кустота речной сети — 0,58 км/км².

## География

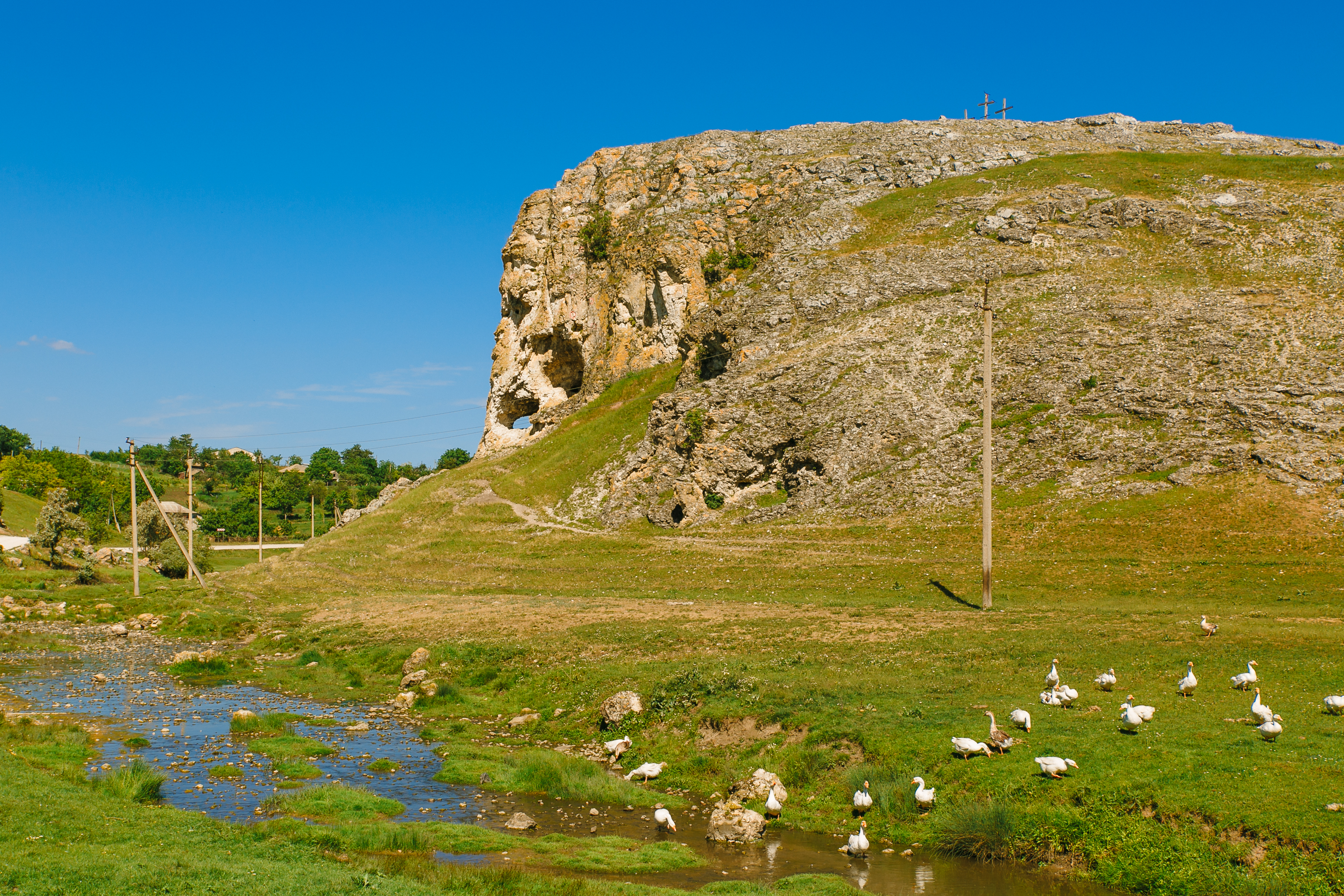
Каменка у Бутештского рифа

Начинается на высоте 179 м над уровнем моря в 3 км к северу от села Новые Боросены. В верхнем течении протекает через всхолмлённую равнину. После с. Алексэндрешть река имеет ширину 3-4 м, а ниже села Каменка расширяется до 10-15 м и врезается в толтровые гряды. В районе Бутешть течёт мимо крупного Бутештского рифа, в котором сохранилась неолитическая пещера, и перед ним образует рыбоводческое водохранилище. Чуть дальше река принимает приток Каменкауца. Ниже, вблизи с. Кобань, Каменка вновь протекает через крупные толтровые гряды, одна из которых носит название Большая скала. В Балатине от реки отходит канал, вырытый в 1980-х годах для регуляции режима реки. Неподалёку от с. Прутень впадает в Прут. Высота устья — 43 м. Впадает в Прут слева в 466 км от его устья. Уклон реки — 1,8 м/км.
Протекает мимо многочисленных сёл, крупнейшие из которых — Кобань, Кэлинешть, Балатина (Болотино), Кухнешть и Пыржота, а также мимо заповедника Пэдуря Домняскэ. На Каменке создано большое количество водохранилищ.
Основные притоки — Каменкауца, Галдаруша, Малый Шовец, река без названия.

## Качество воды в реке
В с. Каменка состояние воды реки Каменка соответствует:
- по биологическим параметрам — III классу качества;
- по химическим — V классу качества;
- по гидроморфологическим — IV классу качества. Экологический статус воды — V.